# Sungai Dayo
Sungai Dayo is een bestuurslaag in het regentschap Muaro Jambi van de provincie Jambi, Indonesië. Sungai Dayo telt 369 inwoners (volkstelling 2010).